# 白湾乡
白湾乡（藏語：བྲག་བར，威利转写：brag bar），是中华人民共和国四川省阿坝藏族羌族自治州马尔康市下辖的一个乡镇级行政单位。

## 行政区划
白湾乡下辖以下地区：
加达村、色里村、饶巴村、木尔基村、温古村、英果洛村、大石凼村、年克村和石广东村。